# Michael Falkenhagen
Michael Falkenhagen (* 19. November 1964 in Berlin-Friedrichshain) ist ein deutscher Schauspieler.

## Leben
Falkenhagen spielte 1981 als 16-Jähriger mit der Rolle des Max eine Hauptrolle in dem DDR-Kinderfilm Als Unku Edes Freundin war unter der Regie von Helmut Dziuba. Er spielte den Freund der Schwester des im Mittelpunkt der Filmhandlung stehenden Jungen Ede. Er absolvierte eine Schauspielausbildung an der Schauspielschule Theaterstudio e.V. in Berlin-Pankow.
Nach der Wende war er ab 2004 in verschiedenen Fernsehproduktionen zu sehen und hatte Gastauftritte in Fernsehserien. In der Tragikomödie Der Letzte macht das Licht aus! (2007) spielte er den Elektriker Mario 'Hajo' Lorenz, einen Kumpel der im Mittelpunkt der Handlung stehenden drei arbeitslosen Freunde Norbert, Micha und Silvio. 2007 wirkte er als Darsteller in dem Musikvideo zum Song Spring nicht der Band Tokio Hotel mit.
Falkenhagen hat drei Kinder und lebt in Erkner.

## Filmografie (Auswahl)
- 1980: Als Unku Edes Freundin war
- 1982: Alexander der Kleine (Александр Маленький)
- 1982: Sabine Kleist - 7 Jahre
- 1983: Automärchen
- 2004: Abschnitt 40 – Mädchen und Jungs
- 2005: Dornröschen erwacht
- 2005: Nicht alle waren Mörder
- 2006: Verliebt in Berlin – Schlechter Einfluss
- 2006: Heute heiratet mein Ex
- 2007: Das wilde Leben
- 2007: Der Letzte macht das Licht aus!
- 2007: Das Bourne Ultimatum (The Bourne Ultimatum)
- 2007: Verliebt in Berlin – Neue Wege; Störfälle
- 2007: Bulle brennt[3] (Kurzfilm)
- 2007: BIZZ
- 2007: Monogamie für Anfänger
- 2009: Das total verrückte Wochenende
- 2010: Die Prostituierte von nebenan